# メリーゴーランド (KANA-BOONの曲)
『メリーゴーランド』は、KANA-BOONの楽曲。2022年3月30日にKi/oon Musicから5枚目のフル・アルバム『Honey & Darling』の収録曲として発売された。アルバムの発売に先駆け、同年1月22日に先行配信された。

## 概要
- 本曲は、ABCテレビ/テレビ朝日系ドラマL『恋に無駄口』の主題歌である[4]。
  - 自身がテレビドラマの主題歌を担当するのは初である[5]。
    - 初のドラマ主題歌を担当するにあたり、ボーカルの谷口鮪は自身のTwitterで「アニメタイアップをたくさん経験させてもらってきましたが、これからドラマや映画の主題歌もやれたらいいなぁ」と、今後のドラマや映画のタイアップに対して意欲を見せた[6]。
    - また、自身が実写作品の主題歌を担当するのは、2016年の東宝配給映画「グッドモーニングショー」主題歌である「Wake up」[7]以来、約6年振りである。

  - 同タイアップの起用に対して、谷口は「忙しない僕たちの日々に、大切な無駄を教えてくれる素敵な作品。音楽で彼らの青春に参加できることが嬉しいです。『メリーゴーランド』とともにお楽しみください!（この曲は間奏が無駄に長い。でもそんなところが大好き。）」とコメントした[4]。
- 2022年1月22日に各配信サイトにて先行配信された[1]。
- 同年3月16日にミュージック・ビデオが公開された[8]。
  - 同MVの舞台はコインランドリーやメリーゴーランドとなっており、谷口が夢と現実を彷徨う主人公として登場し、走ったり踊ったりする映像となっている[8]。
  - MVの監督は山岸聖太が担当した[8]。
- 同年3月30日、自身の5thアルバム『Honey & Darling』の収録曲として発売された[1][2][3]。
- 同年6月4日に同ドラマとのコラボMVが公開された[9]。

## タイアップ
- ABCテレビ/テレビ朝日系ドラマL『恋に無駄口』主題歌[4]

## 収録作品

### アルバム
- 5thアルバム『Honey & Darling』